# Mark Haynes
(en) Statistiques sur pro-football-reference
Mark Haynes (né le 6 novembre 1958 à Kansas City) est un joueur américain de football américain.

## Drafté chez les Giants

### Des débuts dans la difficulté
Jouant pour l'équipe de son université les Colorado Buffaloes, Haynes développe son potentiel pour le poste de Cornerback. Repéré, il est drafté en 8e position par les Giants de New York. Sa carrière pro débute en 1980, faisant 14 matchs, il aligne sa première interception durant cette saison; les Giants terminent dernier de la poule avec 12 défaites en 16 matchs.
Les Giants se relèvent en 1981 et se qualifient pour les play-offs; Haynes fait une nouvelle interception mais ses statistiques sont encore trop insuffisantes. En play-offs, New York bat les Philadelphia Eagles sur un score de 27 à 21 dans le Wild Card mais est éliminé au premier tour par les San Francisco 49ers 38-24.
La saison 1982 voit les Giants ne pas se qualifier dans une saison mouvementée par une grève, malgré cette élimination Haynes participe au Pro Bowl, il aligne une nouvelle interception durant cette saison.
La saison 1983 est catastrophique, le club finit dernier de sa poule avec 3 victoires, 12 défaites et un nul (concédé contre les St. Louis Cardinals), ce ne sont pas les 3 interceptions de Haynes qui y changeront quelque chose. Ces performances lui permette de participer au Pro Bowl.

### Les Giants revoient la lumière
Après des saisons très difficile, les Giants ne peuvent que remonter. La saison 1984 voit Haynes faire 7 interceptions pour 90 yards (une moyenne de 12.9 yards par interception), le club se qualifie pour la suite de la saison; l'équipe de Haynes bat les Los Angeles Rams à la Wild Card 16-13 mais doit s'incliner au premier tour face à San Francisco 21-10.
Les Giants se qualifient en 1985 pour les play-offs, Haynes fait une saison blanche ne jouant que 5 matchs. Les Giants battent au tour de qualification les 49ers 17 à 3 mais chute une nouvelle fois au premier tour sur un score sans appel de 21-0 contre les Chicago Bears.

## Transfert à Denver

### Défaite auSuper Bowl XXIetSuper Bowl XXII
Après 6 saisons passées chez les Giants, Mark Haynes quitte le club de ses débuts pour les Denver Broncos. La saison 1986 est très bonne car les Broncos finissent premier de leur poule, Haynes joue 11 matchs et n'affiche aucun fait de jeu. Le club de Denver bat au premier tour bat les New England Patriots 22-17 et remporte la finale AFC contre les Cleveland Browns 23-20 après prolongation. Haynes et les Broncos se rendent au Rose Bowl Stadium pour affronter, heureuse coïncidence, les New York Giants. À la fin du premier tiers-temps, les Broncos mènent 10-7, les Giants marquent 2 points dans le deuxième tiers portant le score à 10-9 toujours à l'avantage de Denver. Mais le troisième tiers-temps est bien différent, New York marque 17 points en 12 minutes, renversant complètement la situation, portant le score à 26-10. Le quatrième tiers-temps verra une nouvelle domination des Giants qui s'imposent 39-20.
Les Broncos, en 1987, se qualifient une nouvelle fois au play-offs, Haynes joue 11 matchs, pour 3 interceptions dont un touchdown après une interception. Denver bat les Houston Oilers au premier tour 34 à 10 et remportent la finale AFC dans un match spectaculaire qui s'achève par une victoire des coéquipiers de Haynes 38-33. Les Broncos participent une nouvelle fois au Superbowl et affronte les Washington Redskins au Jack Murphy Stadium. Comme l'année précédente, Denver débloque le tableau d'affichage menant 10 à rien à la fin du premier tiers. Mais les Redskins, remontent le score et inscrivent 5 touchdowns dans le second tiers menant 35-10 à la pause. Rien n'est marqué durant le troisième tiers, les Redskins parachève le succès en marquant un nouveau touchdown dans le quatrième remportant le Superbowl 40-10. C'est la deuxième défaite de suite des Broncos au Superbowl.
La saison 1988 est synonyme de seconde place dans la poule pour les Broncos mais ils ne se qualifient pas, Haynes fait une interception.

### Troisième défaite en finale
La saison 1989 est bonne pour Haynes et Denver se qualifiant après la première place dans la poule. Denver bat Pittsburgh d'un petit point 24-23 et remporte la finale AFC 37-21 contre Cleveland.
Disputant le Super Bowl XXIV contre les San Francisco 49ers, Denver et Haynes espèrent remporter un match qui ne les donne pas favoris. Le match est à sans unique, les 49ers et leur quaterback Joe Montana détruit les Broncos marquant environ 14 points à chaque tiers portant le score à 55 à 10. Une troisième défaite à mettre au tableau de Haynes qui prend sa retraite après cette saison.